# Colubrina ehrenbergii
Colubrina ehrenbergii är en brakvedsväxtart som beskrevs av Diederich Franz Leonhard von Schlechtendal. Colubrina ehrenbergii ingår i släktet Colubrina och familjen brakvedsväxter. Inga underarter finns listade i Catalogue of Life.